# Fenotipo

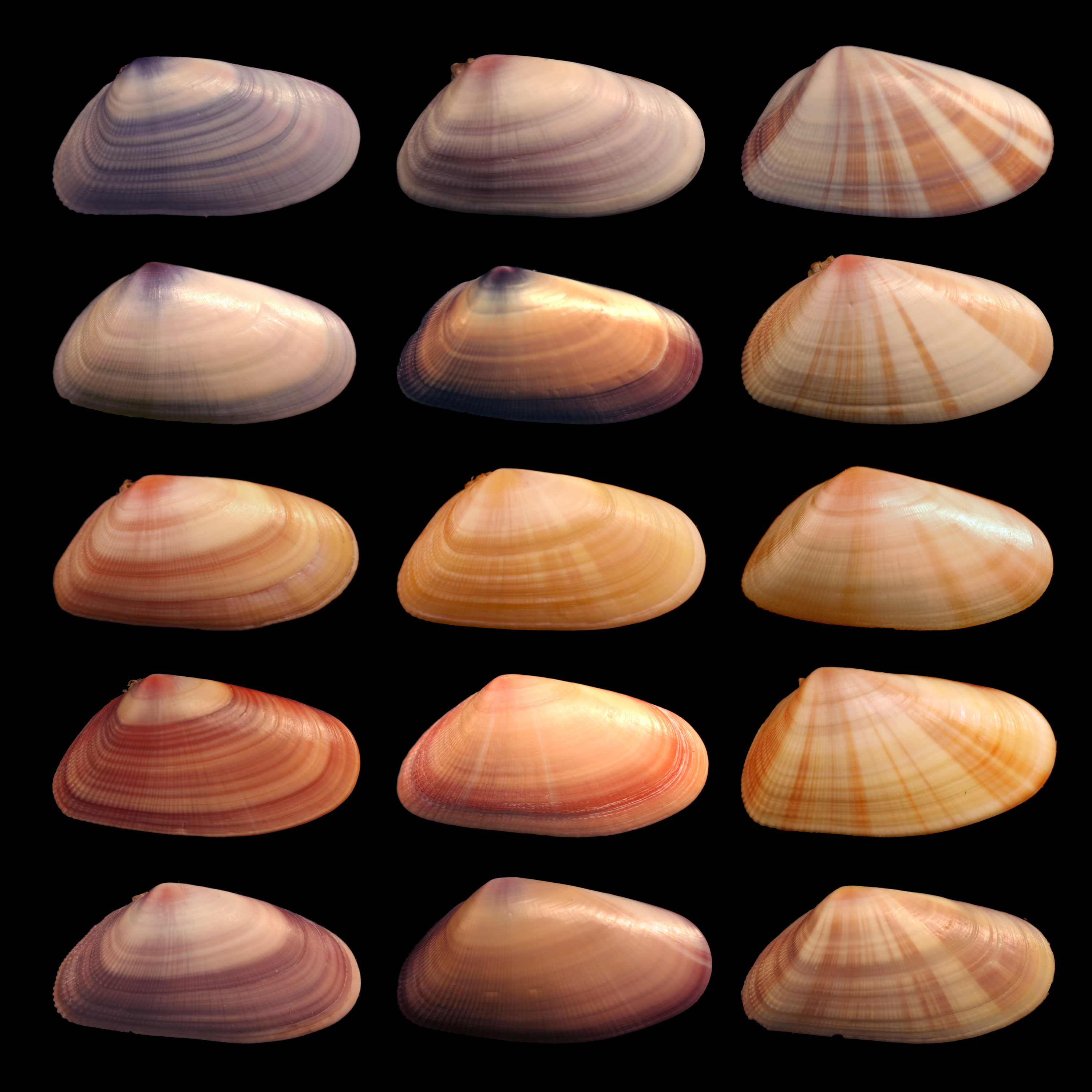
Los individuos de la especie de moluscos Donax variabilis muestran una extraordinaria diversidad fenotípica, tanto en el color como en el patrón de sus conchas.

En biología y específicamente en genética, se denomina fenotipo a la expresión del genotipo en función de un determinado ambiente. Los rasgos fenotípicos cuentan con rasgos tanto físicos como conductuales. Es importante destacar que el fenotipo no puede definirse exclusivamente como la "manifestación visible" del genotipo, pues a veces las características que se estudian no son visibles en el individuo, como es el caso de la presencia de una enzima.
Un fenotipo es cualquier característica o rasgo observable de un organismo, como su morfología, desarrollo, propiedades bioquímicas, fisiología y comportamiento. La diferencia entre genotipo y fenotipo es que el genotipo se puede distinguir observando el ADN, y el fenotipo puede conocerse por medio de la observación de la apariencia externa de un organismo. Richard Dawkins en su libro El fenotipo extendido (1982) ha generalizado la idea del fenotipo para incluir características heredables externas al cuerpo del organismo, como pueden ser los nidos de las aves o incluso el comportamiento patológico que un parásito induce en su anfitrión.

## Etimología
Procede del griego phainein, «aparecer», y typhos, «huella». Lo cual significa las manifestaciones aparentes del patrimonio hereditario del individuo más o menos modificado por el medio ambiente. En otro tiempo, por oposición al genotipo, se definía como el conjunto de los caracteres no hereditarios impresos al individuo por el medio ambiente. Actualmente se designa este conjunto por el término peristasis, empleando la palabra fenotipo únicamente en el sentido antes mencionado.

## Especificaciones
El fenotipo está determinado fundamentalmente por el genotipo, o por la identidad de los alelos, los cuales, individualmente, cargan una o más posiciones en los cromosomas. Algunos fenotipos están determinados por múltiples genes, y además influidos por factores del medio. De esta manera, la identidad de uno, o de unos pocos alelos conocidos, no siempre permite una predicción del fenotipo. En este sentido, la interacción entre el genotipo y el fenotipo ha sido descrita usando la simple ecuación que se expone a continuación: 

Diagrama del fenotipo como resultado del genotipo más los factores ambientales, con un sifaka.

En conclusión, el fenotipo es cualquier característica detectable de un organismo (estructural, bioquímico, fisiológico o conductual) determinado por una interacción entre su genotipo y su medio).
El conjunto de la variabilidad fenotípica recibe el nombre de polifasia o polifenismo.

## Ejemplo

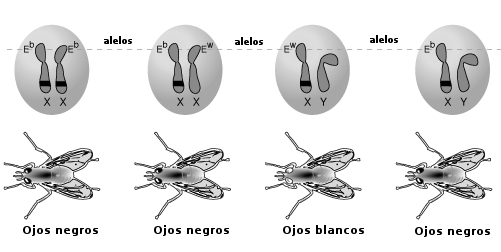
Determinación del carácter color de ojos; genotipo, arriba, y fenotipo, abajo.

Supongamos que hay un solo gen involucrado en la codificación del pigmento que hace al iris del ojo humano. Pensemos en dos alelos o variedades de dicho gen: uno para pigmento color pardo y otro para pigmento azul. Se sabe que de producirse ambos, la expresión del pigmento pardo (N) resulta dominante respecto al azul (n), llamado recesivo. Recordemos también que el homo sapiens es una especie diploide; es decir, cada padre aporta un juego completo de genes de manera que el individuo posee dos juegos.  Así, mientras que para un individuo de ojos azules sabemos que serán iguales fenotipo y genotipo (color azul del iris, alelos n y n), en un individuo con ojos oscuros esta correspondencia fenotipo-genotipo puede existir (alelos N y N) o no (alelos N y n), manifestándose entonces el fenotipo con el carácter genotípico dominante (N).
Dado que los fenotipos son mucho más fáciles de observar que los genotipos, la genética clásica usa los fenotipos para determinar las funciones de los genes. Experimentos de reproducción pueden probar estas interferencias. De esta forma, estudios genéticos tempranos son capaces de rastrear los patrones hereditarios sin hacer uso de la biología molecular.